# Thenzawl
Thenzawl är en ort i Indien.   Den ligger i distriktet Aizawl och delstaten Mizoram, i den östra delen av landet, 1 700 km öster om huvudstaden New Delhi. Thenzawl ligger 831 meter över havet och antalet invånare är 5 963.
Terrängen runt Thenzawl är huvudsakligen kuperad, men norrut är den bergig. Runt Thenzawl är det ganska glesbefolkat, med 43 invånare per kvadratkilometer. Närmaste större samhälle är Serchhīp, 10,2 km öster om Thenzawl. I omgivningarna runt Thenzawl växer i huvudsak städsegrön lövskog.